# Nizami Paşayev
Nizami Paşayev (ur. 2 lutego 1981 w Gədəbəy) – azerski sztangista, dwukrotny mistrz świata, mistrz Europy.
Startował w kategorii do 94 kg. Zdobył złote medale mistrzostw świata w Warszawie (2002) i mistrzostw świata w Dosze (2005). Zdobył również srebrny medal na mistrzostwach świata w Antalyi (2001). W 2008 roku wystartował na igrzyskach olimpijskich w Pekinie, zajmując piąte miejsce. W 2016 roku został jednak zdyskwalifikowany za stosowanie dopingu. Pozbawiono go także srebrnego medalu wywalczonego na mistrzostwach świata w Goyang w 2009 roku.

## Wyniki
| Rok  | Zawody               | Miasto       | Miejsce | Kategoria | Wynik    |
| ---- | -------------------- | ------------ | ------- | --------- | -------- |
| 2001 | Mistrzostwa Europy   | Trenczyn     | 1       | do 94 kg  | 387,5 kg |
| 2001 | Mistrzostwa świata   | Antalya      | 2       | do 94 kg  | 405 kg   |
| 2002 | Mistrzostwa Europy   | Antalya      | 3       | do 94 kg  | 395 kg   |
| 2002 | Mistrzostwa świata   | Warszawa     | 1       | do 94 kg  | 392,5 kg |
| 2005 | Mistrzostwa świata   | Doha         | 1       | do 94 kg  | 401 kg   |
| 2006 | Mistrzostwa Europy   | Władysławowo | 1       | do 94 kg  | 402 kg   |
| 2008 | Igrzyska olimpijskie | Pekin        | DSQ     | do 94 kg  | 396 kg   |
| 2009 | Mistrzostwa świata   | Goyang       | DSQ     | do 94 kg  | 387 kg   |